# Poepjes
Poepjes is een van oorsprong Nederlandse achternaam. Het is een van de weinige Nederlandse achternamen die sinds 1947 significant in aantal naamdragers is afgenomen, te wijten aan naamswijzigingen of het doelbewust niet doorgeven van de naam.
Deze achternaam is voor veel dragers ervan een last, omdat zij vaak negatieve reacties krijgen vanwege de sterke associatie met het woord poep. Daarom kiest men er soms voor om de achternaam Poepjes te veranderen, meestal in de achternaam van de andere ouder of een nieuwe unieke Nederlandse achternaam. Zo heeft een Nederlandse familie ervoor gekozen om haar naam te veranderen in Velinga.

## Aantallen naamdragers

### Nederland
In Nederland kwam de naam in 2007 281 keer voor. De grootste concentratie woonde toen in Lemsterland met 0,339% van de bevolking daar. 

### België
In België kwam de naam in 2008 twee keer voor.

## Oorsprong
Het Meertens Instituut geeft twee mogelijke etymologische verklaringen voor het ontstaan van de achternaam Poepjes: 
- De eerste verklaring is dat het een patroniem is op basis van de voornaam Poppe, met als vleivorm Poepje.
- Een tweede mogelijkheid is dat de naam aangenomen is door een familie die afstamde van Duitse loonarbeiders. Duitse loonarbeiders werden vaak Poepen genoemd, een verbastering van het Duitse Buben.[3]

## Naammythe van Napoleon
Een vaak terugkerende misvatting is dat Poepjes, samen met de achternaam Naaktgeboren, als schoolvoorbeeld wordt gezien van de zogenaamde verplichte naamsaanneming van Napoleon Bonaparte. Dit staat ook wel bekend als de naammythe van Napoleon. Mensen zouden volgens de hardnekkige roddel de spot willen drijven met Napoleons beleid door een absurde naam aan te nemen. Dit is echter nooit gebeurd. Vreemde of bespottelijke namen hebben meestal een logische verklaring en zijn te traceren ver voor de Franse tijd.